# Осиновка (Черновское сельское поселение)
Осиновка — деревня в Большесосновском районе Пермского края. Входит в состав Черновского сельского поселения.

## Географическое положение
Расположена на правом берегу реки Осиновка (приток реки Сива), примерно в 1,5 км к востоку от административного центра поселения, села Черновское.

## Население
| 2010 |
| ---- |
| 18   |

## Улицы
- Нагорная ул.
- Речная ул.
- Центральная ул.

## Топографические карты
- Лист карты O-40-86 Черновское. Масштаб: 1 : 100 000. Состояние местности на 1983 год. Издание 1984 г.